# Erioptera (Meterioptera) notata
Erioptera (Meterioptera) notata is een tweevleugelige uit de familie steltmuggen (Limoniidae). De soort komt voor in het Oriëntaals gebied.